# Пекариеви
Пекариевите (Tayassuidae) са семейство непреживни чифтокопитни, сродни на свинете животни, разпространени в Южна и Северна Америка. Живеят на стада, наброяващи понякога стотина животни.

## Еволюция
Най-ранните фосили от древни представители на семейството са открити от периода на късен еоцен или ранен олигоцен в Европа. Кости от различни видове на пекариеви са откривани на всички континенти с изключение на Австралия и Антарктида. Предполага се, че са се отделили от общ предшественик дал началото и на съвременните свине. Пекариевите мигрират на юг от Северна Америка към Южна през новопоявилия се Панамски провлак преди около три милиона години. Съвременните видове са възникнали в резултат на еволюционните изменения възникнали от конкуренцията с местни южноамерикански видове възникнала след Големия американски обмен на видове. В Европа и Азия пекариеви изчезват в началото на плиоцен.

## Характерни морфологични признаци
Въпреки че на външен вид пекариеви приличат много на диви свине, те притежават ред анатомични особености, които коренно отличават представителите на семейството от това на свинете:
- Стомахът при пекариеви е триделен. Той не е същински многокамерен стомах при преживните бозайници. Представен е от 3 отдела, като предния от тях има чифт колбасовидни слепи израстъка.
- Задните крайници имат 3 пръста, за разлика от свинете, които имат по 4.
- Горните бивни са насочени надолу и излизат извън устната подобно на хищниците. При свинете долните бивни излизат нагоре. Зъбите са 38 на брой. Зъбната формула е {\displaystyle {\tfrac {2.1.3.3}{3.1.3.3}}}.
- На задната част на гърба при пекариеви има голяма жлеза, която отделя мускусен секрет. Посредством него пекари маркират територията си като оставят миризмата си по дървета, скали и други знакови предмети. Поради силната неприятна миризма американците наричат пекари „musk hog“ (мускусни свине).

## Видове
Съществуват 3 съвременни рода пекариеви с 4 вида:
- Разред Artiodactyla -- чифтокопитни
  - семейство Tayassuidae -- пекариеви
    - Род Catagonus
      - Вид Catagonus wagneri -- чакско пекари

    - Род Tayassu
      - Вид Tayassu pecari (T. albirostris) -- белобърнесто пекари

    - Род Pecari – Пекари
      - Вид Pecari tajacu (Tayassu tajacu) -- огърличено пекари
      - Вид Pecari maximus -- гигантско пекари